# 貴陽龍洞堡国際空港
貴陽龍洞堡国際空港（きようりゅうどうほうこくさいくうこう）は中華人民共和国貴州省貴陽市南明区に位置する国際空港。貴陽市中心部から約12kmに位置し、貴州航空、華夏航空が当空港をハブ空港としている。

## 沿革
- 1997年5月28日　貴陽龍洞堡空港として開港する。
- 2003年12月30日　空港管理が民航貴州省管理局から貴州省機場集団有限公司に移管される。
- 2004年7月29日　空港管理会社である貴州省機場集団有限公司が首都機場集団公司（北京首都国際空港の管理会社）に買収され、子会社となる。
- 2006年1月29日　国際空港に昇格し、貴陽龍洞堡国際空港となる。

## 就航路線

### 国内線
- 中国国際航空 - 北京/首都、成都、福州、海口、杭州、昆明、三亜、上海/虹橋、深圳、廈門
- 中国東方航空 - 長沙、昆明、南昌、上海/虹橋
- 中国南方航空 - 北京/首都、長沙、成都、重慶、広州、昆明、南京、上海/虹橋、汕頭、深圳、武漢、鄭州
- 海南航空 - 北京/首都、広州、海口、南寧、三亜、西安
- 上海航空 - 上海/虹橋
- 深圳航空 - 深圳
- 四川航空 - 成都、重慶、銅仁
- 成都航空 - 成都
- 厦門航空 - 深圳、桂林、廈門
- 華夏航空 - 黎平、南寧、銅仁、興義、湛江
- 吉祥航空 - 杭州、温州[1]
- 天津航空 - 六盤水

### 国際線
| 航空会社                     | 就航地                              |
| ---------------------------- | ----------------------------------- |
| 中国国際航空                 | 香港                                |
| 中国南方航空                 | 香港                                |
| 天津航空                     | 大阪/関西                           |
| 九元航空                     | バンコク/スワンナプーム             |
| 多彩貴州航空                 | ハノイ                              |
| マカオ航空                   | マカオ                              |
| 香港エクスプレス             | 香港(2025年7月31日より運航開始予定) |
| バティック・エア・マレーシア | クアラルンプール                    |

## 交通アクセス
鉄道
- 貴広客運専線
  - 龍洞堡駅(貴陽東・貴陽北方面)
- 貴陽軌道交通(貴陽地下鉄)2号線
  - 龍洞堡機場駅